# Anagyrus brachyclavae
Anagyrus brachyclavae är en stekelart som först beskrevs av Wu och Xu 2001.  Anagyrus brachyclavae ingår i släktet Anagyrus och familjen sköldlussteklar. Inga underarter finns listade i Catalogue of Life.